# Omanuperla bruningi
Omanuperla bruningi är en bäcksländeart som beskrevs av Mclellan 1972. Omanuperla bruningi ingår i släktet Omanuperla och familjen jättebäcksländor. Inga underarter finns listade i Catalogue of Life.